# 4780 Polina
4780 Polina (1979 HE5) là một tiểu hành tinh vành đai chính được N. S. Chernykh phát hiện ngày 25 tháng 4 năm 1979 tại Nauchnyj.